# Franziska Rieck
Franziska Rieck (* 14. November 1978 in Rostock) ist eine deutsche Schauspielerin.

## Leben
Franziska Rieck absolvierte ihr Schauspielstudium von 1999 bis Sommer 2003 an der Hochschule für Musik und Darstellende Kunst in Frankfurt am Main unter der Leitung von Peter Iden. Noch vor Abschluss ihres Studiums spielte sie als Gast 2002/03 am Theater Münster.
Nach ihrem Schauspielstudium war sie von 2003 bis 2011 festes Ensemblemitglied am Bayerischen Staatsschauspiel München, wo sie u. a. unter der Regie von Dieter Dorn, Thomas Langhoff, Elmar Goerden, Barbara Frey, Alexander Nerlich, Enrico Lübbe, Jan Philipp Gloger, Jens Daniel Herzog und Tina Lanik arbeitete. Sie spielte dort zahlreiche Rollen des klassischen und modernen Theaterrepertoires, u. a. Ismene in Phädra, Angelique in Der eingebildet Kranke, Eugenie in Floh im Ohr von Georges Feydeau, Zelima in Turandot (nach Schiller) sowie Rosalie in Das Käthchen von Heilbronn und trat dort in Stücken von Henrik Ibsen, Jean Genet und Eugene O’Neill auf. Außerdem spielte sie dort in Enrico Lübbes Inszenierung von Rose Bernd. 2007 erhielt sie den Förderpreis des Bayerischen Staatsschauspiels.
Seit 2011 ist sie als freiberufliche Schauspielerin tätig. 2013 gastierte sie am Ernst Deutsch Theater in Hamburg in Was ihr wollt, wo sie als vermeintlich sittenstrenges Kammermädchen Maria einen „starken Auftritt“ hatte. Weitere Theaterengagements folgten am Torturmtheater Sommerhausen (2016), am Nationaltheater Mannheim (2017) und am Theater Erlangen (2018). Im Herbst 2018 gastierte sie erneut am Torturmtheater Sommerhausen, in Eos Schopohls Inszenierung des Zwei-Personen-Stücks Das Liebeselixier von Eric-Emmanuel Schmitt.
Rieck stand auch für verschiedene Film- und Fernsehproduktionen vor der Kamera. Für das Kino arbeitete sie u. a. mit Michael Krummenacher und Eva Trobisch. In der 7. Staffel der Vorabendserie Hubert und Staller (2018) spielte sie eine der Episodenhauptrollen als tatverdächtige Schwester des Toten. Im 11. Film der TV-Reihe Der Bozen-Krimi (Erstausstrahlung: April 2020) war sie als Vergewaltigungsopfer und Täterin zu sehen. Außerdem wirkte sie in zahlreichen Kurzfilmen mit. Beim Kurzfilmfestival „Shortcutz Berlin“ wurde sie 2014 als „Beste Schauspielerin“ ausgezeichnet.
Franziska Rieck ist lizenzierte Feldenkraispädagogin. Sie lebt in München.

## Filmografie (Auswahl)
- 2014: Hit the Road (Kurzfilm)
- 2015: Sibylle (Kinofilm)
- 2017: Luft (Kinofilm)
- 2018: Hubert und Staller: Überfall postum (Fernsehserie, eine Folge)
- 2018: Alles ist gut (Kinofilm)
- 2020: Der Bozen-Krimi – Tödliche Stille (Fernsehreihe)
- 2021: Polizeiruf 110: Frau Schrödingers Katze (Fernsehreihe)
- 2023: Heimsuchung (Kinofilm)
- 2025: Rosenthal